# 大井川用水
大井川用水（おおいがわようすい）は、静岡県の大井川周辺8市2町に水を供給する国営および県営の灌漑用水。
日本を代表する用水のひとつとして、農林水産省の疏水百選に選定されている。
一部は上水道や工業用水として利用されていたが、農業用水の違法転用（目的外取水）として問題となった。

## 概要
静岡県島田市身成の中部電力川口発電所の放水口の下流から取水し、大井川左岸は焼津市、右岸は大井川水路橋で大井川を渡り袋井市までを潤す広域な水路網である。

### 水利権管理者
関東農政局大井川用水農業水利事業所

### 受益自治体
- 大井川左岸地域：島田市（旧初倉村[注釈 1]含む）、焼津市、藤枝市、牧之原市[注釈 1]、榛原郡吉田町 [注釈 1]
- 大井川右岸地域：掛川市、菊川市、御前崎市、袋井市、島田市（旧金谷町）

### 事務所所在地
- 大井川土地改良区：静岡県島田市中央町30-2
- 大井川右岸土地改良区：静岡県菊川市加茂4905-2

## マスコットキャラクター
- 右岸：カワセミ
- 左岸：アユカケ

## 主な施設
大井川水路橋（小笠幹線水路橋）
大井川の左岸で取水した水を右岸側に渡すために建造された水路橋で、島田市神座と同市横岡を結んでいる。橋上は一般の通行に開放されている（午前6時より午後8時まで）。
現行の水路橋は全長742メートル、幅4.3メートル。2007年秋に旧水路橋から切り替えられ、2009年6月9日より自動車（小型自動車以下）、オートバイ、軽車両、歩行者の通行が可能となった。原動機付自転車以上は上下線が時間帯（2時間毎切替）による交互通行となっている。
旧水路橋（1960年完成。全長715.5メートル、幅3.45メートルで、軽車両以下の通行が可能だった）は約100メートル上流にあった。老朽化により2008年撤去。

赤松発電所
島田市相賀に建設された特種東海製紙所有の水力発電所（最大出力6,310kW）。1957年10月稼働。
伊太発電所
島田市伊太に建設された、赤松幹線水路の落差を利用したマイクロ水力発電（最大出力893kW、約400万kWh/年）。2013年7月稼働。
大井川サイホン（榛南幹線）
榛南（島田市初倉地区、吉田町、牧之原市）への供給のため、島田市道悦島から同市谷口にかけて、大井川の下を通るサイホン。

## 違法転用問題
大井川用水は農業用の灌漑用水であるが、その一部が長年にわたり上水道や工業用水として転用され、地域の人口の増加と工業化に寄与してきた。
しかし本来認められているのは農業用水としての利用のみであり、これらの転用は違法である。このため、2006年度中に問題を是正することを求められた。
上水道については静岡県が保有する水利権を利用して大井川広域水道企業団が水を供給、工業用水については周辺自治体で組織する東遠工業用水事業団が2006年度中に供給開始し、違法転用問題は解決した。